# Piłka ręczna na Igrzyskach Panamerykańskich 2015 – kwalifikacje
Kwalifikacje do turnieju piłki ręcznej na Igrzyskach Panamerykańskich 2015 miały na celu wyłonienie męskich i żeńskich reprezentacji narodowych w piłce ręcznej, które wystąpiły w finałach tego turnieju.

## Zakwalifikowane zespoły
| Kwalifikacja                               | Data                 | Miejsce           | Miejsca | Mężczyźni                       | Kobiety                        |
| ------------------------------------------ | -------------------- | ----------------- | ------- | ------------------------------- | ------------------------------ |
| Gospodarz                                  | –                    | –                 | 1       | - Kanada                        | - Kanada                       |
| Igrzyska Ameryki Południowej 2014          | 7–16 marca 2014      | Viña del Mar      | 3       | - Brazylia - Argentyna - Chile  | - Brazylia - Argentyna - Chile |
| Igrzyska Ameryki Środkowej i Karaibów 2014 | 15–26 listopada 2014 | Veracruz          | 3       | - Portoryko - Dominikana - Kuba | - Kuba - Portoryko - Meksyk    |
| Dwumecz USA–Urugwaj                        | 7–14 marca 2015      | Auburn Montevideo | 1       | - Urugwaj                       | - Urugwaj                      |

## Kwalifikacje

### Igrzyska Ameryki Południowej 2014
Zarówno w turnieju męskim, jak i żeńskim końcowa kolejność na podium była identyczna – triumfowały reprezentacje Brazylii przed Argentyną i Chile, a medaliści turnieju uzyskali awans na Igrzyska Panamerykańskie 2015.

### Igrzyska Ameryki Środkowej i Karaibów 2014
W zawodach męskich triumfowali Portorykańczycy, pozostałe miejsca na podium zajęli Dominikańczycy i Kubańczycy, zaś w żeńskich najlepsze okazały się Kubanki, podium uzupełniły natomiast Portorykanki i Meksykanki. Zgodnie z regulaminem rozgrywek medaliści tych turniejów uzyskali awans na Igrzyska Panamerykańskie 2015.

### Dwumecz USA–Urugwaj
Pod koniec grudnia 2014 roku ustalono, iż o ostatnie miejsca w obu turniejach będą rywalizować reprezentacje USA i Urugwaju, a mecze z ich udziałem zaplanowano na marzec 2015 roku. Na igrzyska zakwalifikowały się obie reprezentacje Urugwaju – kobiety wygrały oba spotkania, zaś mężczyźni, mimo iż podzielili się zwycięstwami, awans uzyskali jednak lepszą różnicą bramek.
Mężczyźni
| 7 marca 201520:00 | Stany Zjednoczone | 25:21(10:12) | Urugwaj | Auburn Widzów: 900 |
| 7 marca 201520:00 |                   | 25:21(10:12) |         | Auburn Widzów: 900 |

| 14 marca 201520:30 | Urugwaj | 28:20(14:12) | Stany Zjednoczone | Montevideo Widzów: 1200 |
| 14 marca 201520:30 |         | 28:20(14:12) |                   | Montevideo Widzów: 1200 |

Kobiety
| 7 marca 201517:00 | Stany Zjednoczone | 25:30(16:15) | Urugwaj | Auburn Widzów: 900 |
| 7 marca 201517:00 |                   | 25:30(16:15) |         | Auburn Widzów: 900 |

| 14 marca 201518:30 | Urugwaj | 24:22(13:8) | Stany Zjednoczone | Montevideo Widzów: 1200 |
| 14 marca 201518:30 |         | 24:22(13:8) |                   | Montevideo Widzów: 1200 |